# شهرستان پلاسکی (ایندیانا)
شهرستان پلاسکی، ایندیانا (به انگلیسی: Pulaski County, Indiana) شهرستانی در ایالات متحده آمریکا است که در ایندیانا واقع شده‌است.